# Modernismo canario

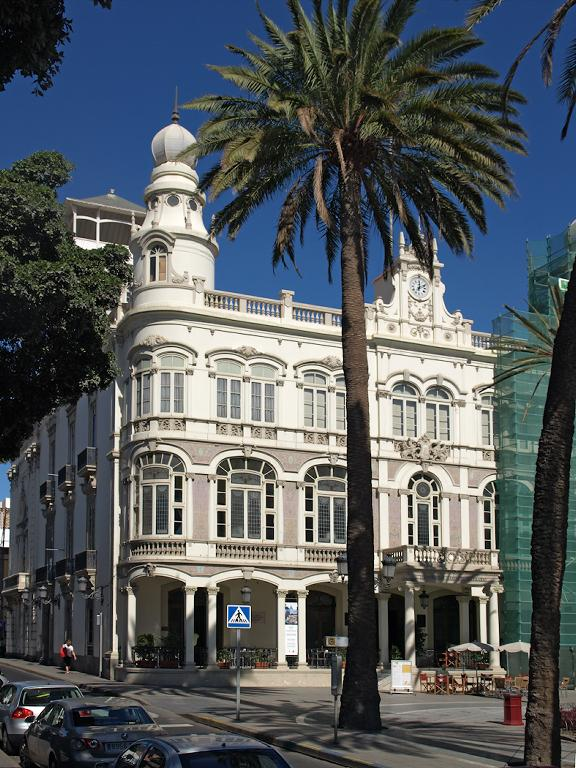
Fachada principal del Gabinete Literario en la Plaza Cairasco, Las Palmas de Gran Canaria.

El modernismo canario es un estilo arquitectónico que se desarrolla en las islas Canarias (España) y principalmente en ambas capitales, a lo largo de casi ochenta años, desde 1860 hasta la Guerra Civil española.[cita requerida] Aunque es parte de una corriente general que surge en toda Europa, el modernismo canario se caracteriza por las influencias recibidas por los ciudadanos ingleses y franceses residentes en las islas, adquiriendo un marco propio y diferente, convirtiéndose en el máximo exponente del modernismo español junto con el modernismo catalán.

## Inicios
A finales del siglo XIX las Islas se hallan enfrentadas por la capitalidad, hecho que marcará también diferencias en el ámbito arquitectónico, diferenciándose dos tipologías de viviendas: la unifamiliar, villa u hotel con un máximo de dos pisos en Santa Cruz de Tenerife y las plurifamiliares de tres o cuatro plantas en Las Palmas de Gran Canaria. Gracias a los contactos comerciales que Canarias mantiene con Inglaterra, se implanta el refinamiento inglés y determinando el desarrollo de elementos florales. El Eclecticismo dominará la arquitectura desde aproximadamente 1860 hasta la Guerra Civil. Este estilo irá asumiendo todas las novedades arquitectónicas muchas veces bajo esquemas tradicionales. Así tenemos que el Modernismo hará especial hincapié en la decoración, raras veces lo hará sobre todo el conjunto del edificio. 
La Calle de Triana y la calle Perojo, ambas en Las Palmas de Gran Canaria, son buenos ejemplos de este tipo de arquitectura elegante que se ve, en el caso canario, acentuado por el uso sin complejo de colores y azulejos. Uno de los máximos exponentes del modernismo en la capital es el palacete del Gabinete Literario, en la céntrica Alameda de Colón, obra del arquitecto López Echegarreta. Este edificio de finales del XIX es la mejor muestra de la boyante situación económica que vivió la ciudad en las postrimerías del ochocientos y las primeras décadas del siglo XX.

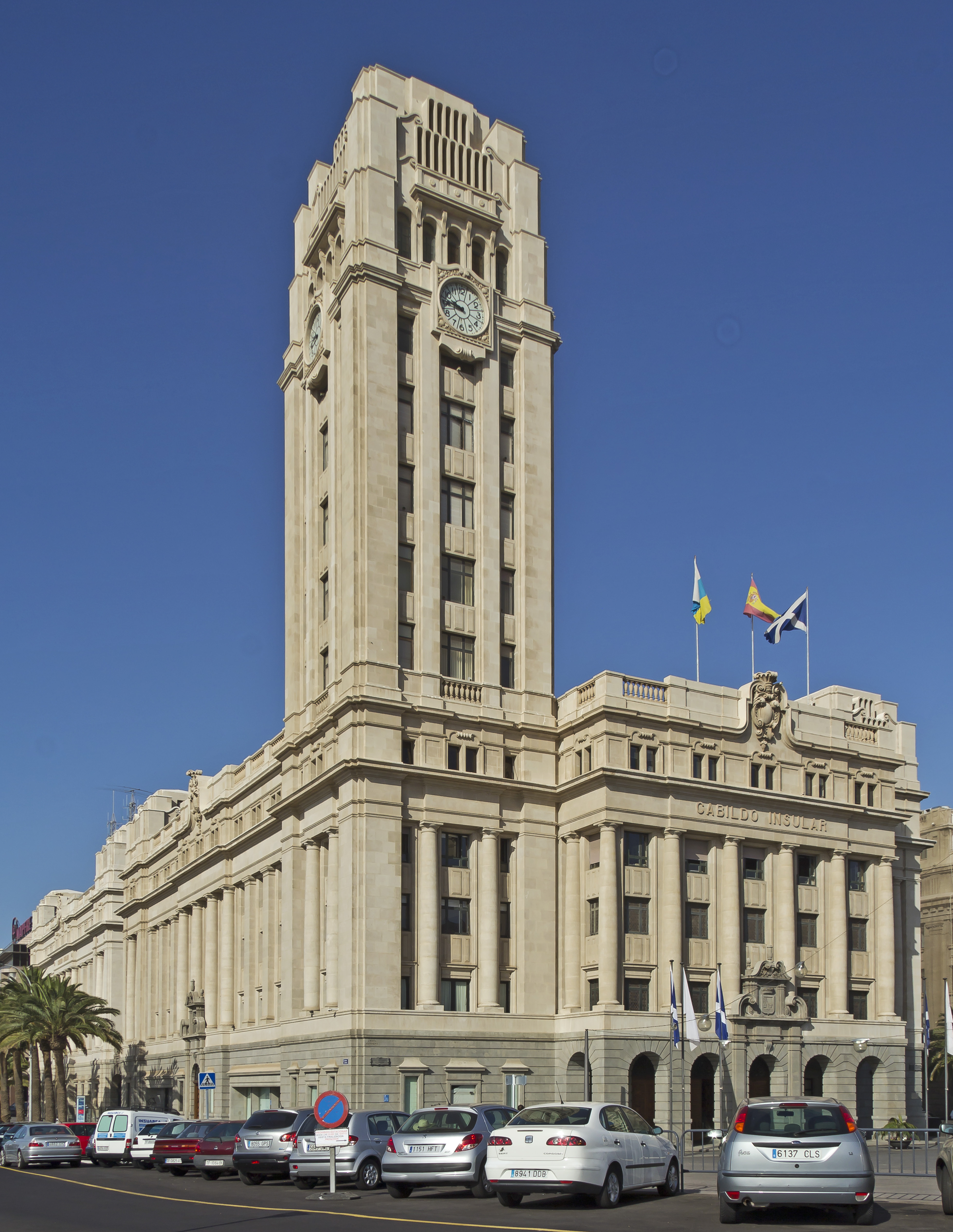
Palacio Insular, actual sede del Cabildo de Tenerife en Santa Cruz de Tenerife.

En el umbral del siglo XX hay que citar la figura del pintor y decorador grancanario Néstor Martín-Fernández de la Torre; quien ha dejado dos grandes series pictóricas que reflejan su adscripción a la estética del simbolismo modernista: el Poema del Mar y el Poema de la Tierra, quedando esta última inconclusa. Estas series sólo son una parte del ambicioso Poema de los Elementos, que, como homenaje a la naturaleza canaria había proyectado realizar, y que su temprana muerte truncó. Antes de él ningún artista canario se había atrevido a realizar tan vastas decoraciones murales. Sirva de ejemplo las que ejecutó para el Teatro Pérez Galdós de Las Palmas o para el Casino de Santa Cruz de Tenerife.
El muralismo fue también cultivado por José Aguiar (1895-1976), nacido en Cuba, aunque de origen gomero -sus padres eran de Agulo-. A comienzos de la década de los 30, mientras Néstor realizaba su decoración del Casino de Santa Cruz, Aguiar ejecutaba en el mismo edificio otro gran mural, el Friso Isleño. Se formó en Italia, en contacto con los artistas del grupo Novecento, próximos a la ideología del Fascio. A su vuelta, y una vez terminada la Guerra Civil, se propuso reflejar en imágenes la ideología de los vencedores. Con el paso del tiempo, su temperamento apasionado le llevó a practicar una pintura barroca y expresionista, de colores intensos y composiciones abigarradas, como se puede contemplar en los grandes murales que realizó para el Palacio Insular, sede Cabildo de Tenerife en Santa Cruz de Tenerife (1951-60) y para la Basílica de Nuestra Señora de la Candelaria, que hubo de concluir su hijo.
En cuanto a la arquitectura, hay que decir que, desde mediados del siglo XIX hasta principios del siglo XX, predominan los neoestilos y el eclecticismo. Luego, a principios del siglo XX, se impone el estilo decorativo del modernismo, que se expande en amplias zonas de la calle Triana, en Las Palmas, así como en el Barrio de los Hoteles, en Santa Cruz de Tenerife. Los principales arquitectos modernistas canarios fueron Estanga, Pintor, Pisaca, etc.
Como reacción al decorativismo modernista surge el racionalismo arquitectónico, defendido por la revista de vanguardia Gaceta de Arte, editada en Santa Cruz de Tenerife, cuyo director Eduardo Westerdahl fue un encendido defensor de la nueva arquitectura funcional. Los principales arquitectos que proyectaron en este estilo fueron en Gran Canaria, Miguel Martín Fernández de la Torre, hermano del pintor Néstor, y en Tenerife, José Enrique Marrero Regalado. Ambos se pasaron a una estética regionalista, llamada neocanario, que se desarrolló en los años cuarenta y cincuenta.